# Гарусов, Иван Дементьевич
Иван Дементьевич Гарусов (1824—1893) — русский историк литературы и педагог.

## Биография
Родился 15 (27) февраля 1824 года в Ярославле, в дворянской семье. Образование получил в приходском и уездном училищах, потом в Ярославской гимназии; рано потеряв отца, был вынужден каждое лето подрабатывать. В 1844 году поступил в Московский университет, где близко сошелся с Т. И. Филипповым. В 1848 году окончил 1-е отделение философского факультета университета.
В 1850 году женился и вскоре начал преподавать в Тверской гимназии; в 1858 году был переведён старшим учителем русской словесности в Московскую гимназию[какую?], а через год — инспектором в Тульскую. При неуживчивости он часто менял службу, выходил в отставку и снова возвращался к педагогической деятельности; служил в Московском сиротском доме, Николаевском и Мариинском сиротских институтах, потом в Херсоне, Киеве, Одессе, Полтаве, был инспектором народных училищ, служил на железной дороге, занимался даже адвокатурой; за два месяца до смерти был назначен членом постоянной комиссии по устройству народных чтений. Умер 16 (28) января 1893 года в Санкт-Петербурге в чине статского советника. Похоронен на Смоленском кладбище.

## Литературная деятельность
Литературную деятельность И. Д. Гарусов начал поздно. В 1862 году он издал «Очерки литературы древних и новых народов. Пособие при изучении словесности в средних учебных заведениях. Вып. I. Поэзия драматическая» (в 1890 году вышло второе, дополненное издание). Сотрудничал в «Санкт-Петербургских ведомостях» Корша, «Новом времени», «Семье и Школе», «Педагогическом листке женских гимназий». В 1872 году он издал «Синтаксис русского языка», сурово встреченный критикой; такую же оценку получили его «Очерки литературы», совершенно лишённые литературного вкуса и дарования.
Главной литературной заслугой Гарусова считалось издание «Горе от ума» Грибоедова. Впервые он напечатал комедию в 1873 году в школьном издании «Классной библиотеки». В 1875 году он выпустил новое издание, по «счету сороковое, по содержанию первое полное, содержащее, при новой редакции текста, 129 нигде до сих пор не напечатанных стихов, все доселе известные варианты комедии, оценку всех изданий и рукописей Горе от ума и буквально — точный текст рукописи, подаренной Грибоедовым Булгарину». Издание было снабжено огромным количеством примечаний исторических, литературных, реальных, стилистических. Обилие таких материалов создало Гарусову репутацию знатока Грибоедова, и хотя в печати и обществе иронизировали по поводу наивных, безвкусных литературно-безграмотных «комментариев» Гарусова (см. ст. Алексея H. Веселовский А. Н. Комментатор особого рода // «Неделя». — 1875. — № 40), но возражений по существу редакторская работа Гарусова тогда не встретила. Позже выяснилось, что Гарусов положил в основу текста этого издания, списанный им ещё гимназистом по копии А. Д. Юматовой, так называемый Лопухинский список, который считается несомненной фальсификацией подлинного грибоедовского текста путём многочисленных мелких искажений и огромных произвольных вставок. Кроме того, сам Гарусов сильно ретушировал текст своих гимназических тетрадей, в результате чего печатный текст его издания 1875 года стал совершенно недостоверным; подлинные же рукописи комедии Грибоедова — Музейной и Жандровской — Гарусову были неизвестны.

## Семья
Жена — Софья Николаевна, урождённая Соболевская. Их дети: Лидия (1851—?), София (1853—?), Вера (1855—?)